# لوردس گروبت
لوردس گروبت (زاده ۲۵ ژوئیه ۱۹۴۰) (به انگلیسی: Lourdes Grobet) یک عکاس معاصر اهل مکزیک است که به خاطر عکس‌هایش از کشتی‌گیران مکزیکی کشتی کچ شهرت دارد.
گروبت قبل از تمرکز بر عکاسی مدتی را به عنوان یک نقاش گذراند. عکاسی او را به کشف کشتی کچ سوق داد و زمان زیادی را صرف شناختن ورزشکاران این رسته کرد. گروبت چندین کتاب منتشر کرده‌،نمایشگاه‌های بسیار زیادی داشته‌است و کمک‌های مالی و جوایز زیادی را برای کار خود دریافت کرده‌است.

## اوایل زندگی
گروبت در مکزیکوسیتی به دنیا آمد، و در انجا با والدینش بزرگ شد. گروبت یک کلاس رسمی نقاشی در آکادمی سن کارلوس گذراند. پدر و مادرش با دیدگاه‌های مدرسه موافق نبودند، لذا او را برای کار زیر نظر یک استاد کاتولیک، به نام خوزه سوارز اولورا، فرستادند که برای کلیسای سانفرانسیسکو نقاشی‌های دیواری می‌کشید. استادش چندان به کار او اهمیت نمی‌داد زیرا احساس می‌کرد که اصالت ندارد. گروبت از خود پرسید: "با نگاهی به اطراف و پرسیدن سوالات اجتناب ناپذیر دربارهٔ هنر چیست، مشخص شد که برای من این یک زبان است، راهی برای گفتن چیزها، و بنابراین باید بهترین راه را پیدا می‌کردم. گفتن آنها.»

## تحصیلات
لوردس گروبت هنرهای پلاستیکی را در دانشگاه ایبروآمریکا در مکزیک و طراحی گرافیک و عکاسی در بریتانیا در کالج هنر کاردیف و کالج دربی در سطح آموزش عالی خواند. او تحت تأثیر استادش ماتیاس گوریتز قرار گرفت و از او فهمید که رسانه‌های جمعی شیوه جدیدی از بیان را نشان می‌دهند. وقتی گوریتز تدریس را رها کرد، از گروبت خواست تا زمانی که روی شیشه‌های رنگی کلیسای جامع مکزیکوسیتی کار می‌کرد، دستیار او باشد. گروبت در سال ۱۹۷۷، هنگام تحصیل  در انگلستان چند نقاشی منظره انجام داد اما در نهایت موفق نبود، به‌هرحال از انجا که دانشکده عکاسی آن را نمی‌پسندید او منظره را تغییر داد و از حفظ آن صرفاً به عنوان مستند فاصله گرفت.

## حرفه
کتی هورنا گروبت را به دنیای عکاسی معرفی کرد، اگرچه تأثیر گذاران اصلی در اوایل کار او ماتیاس گوئریتس، گیلبرت آسووس ناوارو، ال سانتو و دیگران بودند.
گروبت مدتی به عنوان یک نقاش در مکزیک تحصیل کرد و سپس در سال ۱۹۶۸ به پاریس سفر کرد، این سفر زندگی او و نگاه او به دنیای هنر را تغییر داد.
زمانی که او در پاریس بود از گالری‌های هنری زیادی بازدید کرد و هنر جنبشی کشف کرد و به همین دلیل دوست دارد با چند رسانه کار کند. او مدتی را با یک کنسرت جاز برای کنترل نور و فرافکنی‌های جنبشی کار کرد. هنگامی که گروبت به مکزیک بازگشت، تصمیم گرفت که می‌خواهد روی عکاسی تمرکز کند، پس از بازگشت به خانه تصمیم گرفت تمام کارهای قدیمی خود را بسوزاند و از نو شروع کند.
گروبت در سال ۱۹۸۱ اولین مجموعه عکس‌های خود را منتشر کرد. در آغاز کار خود در عکاسی، او بخشی از گروهی به نام Consejo Mexicano de Fotografía (شورای عکاسی مکزیکی) بود، که توسط پدرو مایر در سال ۱۹۷۷ تشکیل شد. او با حضور خود در این گروه توانست عکاسی را در مکزیک احیا کند. که منجر به جنبشی به نام گروپوس می‌شود. گروبت بر ایجاد دیدگاهی مبتنی بر جامعه متمرکز بود.
گروبت مدتی را با مردم بومی و در دوران مبارزه بزرگ برای آنها گذراند. او وقت گذاشت تا دربارهٔ آنها بیشتر بیاموزد و از آنها به شیوه ای تئاتری عکاسی کند. او می‌خواست با استفاده از ابتکار هنری خود با مردم بومی ارتباط برقرار کند، بنابراین آنها لباس‌ها و مناظر خود را ساخته بودند و او سپس عکس‌های آنها را گرفت. بعدها، گروبت به فرهنگ مایاها علاقه‌مند شد. او که می‌خواست دربارهٔ مایاهایی که به حومه شهر می‌رفت بیشتر بداند، این اقدام کمتر رایجی بود، اما او می‌خواست از هر توریستی دوری کند. او می‌خواست اطلاعات دقیقی به دست آورد و منطقه‌ای را که کمتر مسافرت می‌شد کاوش کند. او معابدی را کشف کرد که توسط یک تمدن ناشناخته ساخته شده بودند و تصمیم گرفت که آنها را اولمایازتک (Olmayazetec) بخوانند.
پس از تحصیل و سفر، او به مکزیک بازگشت. او یک بار دیگر شروع به کشف علاقه دوران کودکی خود به luchadores کرد. او متوجه شد که اطلاعات بسیار کمی در مورد لوچادورها وجود دارد و بنابراین تصمیم گرفت که آنها را بیشتر به جهان بشناساند.
گروبت سی سال را صرف عکاسی از لوچادورها و مطالعه روش زندگی آنها کرد. او مدتی را صرف عکاسی از کشتی گیران لوچا لیبره در داخل و خارج از رینگ، هم در ماسک و هم در خانه‌هایشان کرد. گروبت می‌خواست نشان دهد که آنها هم مثل بقیه زندگی عادی دارند. او با کشتی گیران معروف لوچا لیبره مانند: ال سانتو، دیمون آبی، میل ماسکاراس، ساگرادا، اکتاگون، میسیونروس د لا موئرت، لوس پروس دل مال و لوس برازوس بسیار نزدیک بود. لوردس گروبت بسیار تحت تأثیر ماتیاس گوریتس، مجسمه‌ساز لهستانی اهل گدانسک و ژیلبرتو آسوس ناوارو، استاد مکزیکی نقاشی‌های دیواری، که معلمان او بودند، روی عکس‌های ال سانتو، یکی از مهم‌ترین کشتی‌گیران مکزیکی و قهرمان کار کرد. لوچا لیبره که در بیش از ۵۰ فیلم بازی کرد. از سال ۱۹۷۵، او بیش از ۱۱٬۰۰۰ عکس از این ورزش منتشر کرده‌است، از جمله عکس‌هایی که در مورد این ورزش در ایالات متحده از دهه ۱۹۳۰، و به عنوان بخش مهمی از فرهنگ عامه مکزیک، با اتخاذ نگرش جامعه‌شناختی. این ورزش شامل لباس‌ها و ماسک‌های زیادی است که آن را به سمت هوای ورزشی-کارناوالی سوق می‌دهد که بسیار مورد استقبال مکزیکی‌ها قرار گرفته‌است.
گروبت تا کنون بیش از صد نمایشگاه از عکس‌های خود، اعم از نمایشگاه‌های گروهی و انفرادی، داشته‌است. او آثار خود را در جشنواره Mexfest لندن در سال ۲۰۱۲ به نمایش گذاشت. او در دومین دوسالانه عکاسی هنرهای زیبا برنده جایزه شد. در سال ۱۹۷۵ برای نمایشگاه هورا و رسانه‌ها، گالری را به آزمایشگاه عکاسی تبدیل کرد. او عکس‌ها را توسعه داد، اما بدون اینکه آنها را تعمیر کند، و آنها را روی سه دیوار نمایش داد. در حالی که مردم به عکس‌ها نگاه می‌کردند، نورهای گالری به معنای ناپدید شدن آنها بود.
در سال ۱۹۷۷، او نمایشگاهی از عکاسی روی پله برقی، Traveling را ارائه کرد. در میان کارهای دیگر، او این کار را کرد: Paisajes pintados , Teatro campesino , Strip Tease.

## زندگی شخصی
گروبت در سال ۱۹۶۲ با خاویر پرز باربا ازدواج کرد و صاحب چهار فرزند شدند. آنها در سال ۱۹۷۴ طلاق گرفتند.

## کار و فرایند
همان‌طور که گروبت در حال ساخت عکس‌های خود است، او مایل است واقعیت را بهتر درک کند. به گفته گروبت، و همان‌طور که در کتاب لوردس گروبت در سال ۲۰۰۵ اشاره شد، "او از این تجربه عکاسی به عنوان یک فرآیند استقرایی برای درک یا "زندگی" واقعیت (یا واقعیت‌ها) استفاده کرده‌است تا اینکه ایده‌های از پیش تعیین شده خاصی را به تصویر بکشد. او از به کار بردن زبان‌های مختلف (گاه متناقض) در دسترس خود برای صحبت از تجربه و دیدگاه خاص خود هراسی ندارد و در نتیجه خالص بودن رسمی را قربانی می‌کند. گروبت به روش خودش از عکاسی استفاده می‌کند تا با خودش ارتباط برقرار کند، با ما ارتباط برقرار کند و در واقعیت مشکل ساز که مکزیک است، اقدام کند.
برخی از کارهایی که او انجام می‌دهد مشارکتی است، در حالی که برخی دیگر، او دوست دارد در زمان خودش انجام دهد. هنگام عکاسی از لوچادورها، او می‌خواهد جنبه سخت آنها را نشان دهد، اما همچنین می‌خواهد جنبه شکننده آنها را نیز نشان دهد. Grobet می‌خواهد ریشه‌های Lucha Libre را کشف کند. او می‌خواهد نشان دهد که Lucha Libre برای فرهنگ مکزیک مهم است و قرار است آنها به زمان آزتک‌ها مرتبط باشند. گروبت دریافت که اطلاعات زیادی در مورد این لوچادورهای جذاب یافت نشده‌است. او می‌خواهد که لوچادورها به عنوان شخصیت مهم فرهنگی مکزیک به رسمیت شناخته شوند.

## جوایز
- کمک مالی FONCA، مکزیک ۲۰۱۰–۱۱
- اقامتگاه مک داول، ایالات متحده 2007[۲۷]
- کمک مالی FONCA، مکزیک ۲۰۰۵–۲۰۰۶
- اقامت Bellagio، ایتالیا 2003[۲۸][۲۹]
- اقامتگاه مک داول، ایالات متحده 2002[۲۸][۲۷]
- اقامتگاه Yaddo، ایالات متحده 2001[۲۸][۳۰]
- Sistema Nacional de Creadores Grant، مؤسسه فرهنگی مکزیک، مکزیک 1999-2001[۲۸]
- مرکز هنر Banff، اقامت کانادا 1996[۲۸]
- Sistema Nacional de Creadores Grant، مؤسسه فرهنگی مکزیک، مکزیک 1995-1998[۲۸]
- جایزه بین‌المللی، آزادی و هویت آمریکای لاتین ۱۴۹۲–۱۹۹۲، مسابقه، کیتو اکوادور 1992[۲۸]
- جایزه بهترین بنای یادبود برای بزرگداشت بیستمین سالگرد کشتار Tlatelolco، با گروه Proceso Pentagono، مکزیک 1988[۲۸]
- جایزه بهترین کتاب، نسخه‌های خوان پابلو، مکزیک 1988[۲۸]
- جایزه Libro Propositivo، مکزیک 1984[۲۸]
- جایزه دوسالانه عکاسی، مکزیک 1982[۳۱][۲۸]

## نمایشگاه‌های انفرادی
- ۲۰۱۵ Centre de Cultura Contemporània de Barcelona، بارسلون، اسپانیا[۳۲]
- کشتی ۲۰۱۳، کنسولگری مکزیک، میامی، فلوریدا، ایالات متحده
- 2012 El nuevo hombre de Bering (مرد جدید برینگ) ، NegPos، Nîmes، فرانسه[۳۳]
- ۲۰۱۰ تعادل و مقاومت، گالری UAM مکزیکو سیتی
- 2010 Espectacular de Lucha Libre، موزه ملی هنر، کوالالامپور مالزی
- ۲۰۰۹ تعادل و مقاومت، موزه آرشیو د لا عکس، مکزیکو سیتی
- 2008 La Mano Negra , IMSS. مکزیک
- ۲۰۰۸ Upside Down Les Artiques , Musée du Quai Branly، پاریس، فرانسه
- ۲۰۰۷ لوچا لیبره، عکس اسپانیا. مادرید، اسپانیا
- ۲۰۰۶ لوچا لیبره، سه ایستگاه مترو. مکزیک دی اف
- 2005 Lourdes Grobet: Retrospective، گالری بروس سیلورستاین، نیویورک[۳۴]
- ۲۰۰۵ پارتی سیاه، نیویورک، ایالات متحده آمریکا
- 2005 Paisajes Pintados (مناظر نقاشی شده)، دانشگاه آلیکانته، اسپانیا
- 2000 Lucha Libre , Centro Cultural Tijuana، تیجوانا، مکزیک[۳۵]
- 2000 Prometeo Unisex (Prometheus Unisex)، نصب ویدیویی، Ex-Teresa، مکزیکو سیتی[۳۵]
- 1988 Los Manteles de Septiembre، کافه لا گلوریا، مکزیکو سیتی[۳۵]
- 1997 Tres Caídas (سه آبشار)، Centro Alvarez Bravo، Oaxaca، مکزیک[۳۵]
- ۱۹۹۶ پاپ، توده و خرده فرهنگ، مرکز هنرهای بنف، کانادا[۳۵]
- 1996 La Filomena , Centro de la Imagen، مکزیکو سیتی[۳۳]
- 1995 La Máscara en la Cultura Mexicana (نقاب در فرهنگ مکزیک)، ارفورت، آلمان[۳۵]
- ۱۹۹۲ ¿Qué conquista hablamos؟ (در مورد کدام فتح صحبت می‌کنیم؟ مکزیکو سیتی و کیتو، اکوادور[۳۵]
- 1990 Neo-Olmayaztec، گالری Gilardi، مکزیکو سیتی[۳۵]
- 1983 53 Cuadras , Museo del Chopo، مکزیکو سیتی[۳۵][۳۶]
- ۱۹۸۰-۸۲-۸۵-۹۱ لوچا لیبر، مکزیکو سیتی-شیکاگو- هاوانا -آمستردام[۳۵]
- 1977-1991 Paisajes Pintados (مناظر نقاشی شده)، دربی، بریتانیای کبیر-مکزیکو سیتی[۳۵]
- ۱۹۷۷ نمایشگاه مسافرتی، دربی، بریتانیای کبیر[۳۵]
- 1975 Hora y Media (ساعت و نیم)، کاسا دل لاگو، مکزیکو سیتی[۳۵][۳۳]
- 1974 A la Mesa (روی میز)، کاسا دل لاگو، مکزیکو سیتی[۳۵][۳۳]
- 1970 Serendípiti (Serendipity), Galería Misrachi، مکزیکو سیتی[۳۵][۳۳]

## تئاتر، فیلم و ویدئو
مستند ۲۰۱۳ «تعادل و مقاومت، تنگه برینگ».
۲۰۱۲ «مرد جدید برینگ» گالری NegPos, Nîmes فرانسه
۲۰۱۱ «سکوت را بشنو» / اثر مجسمه‌ساز هلن اسکوبدو. مکزیک
۲۰۱۰ "در مقیاس انسانی"/ کاری از مجسمه‌ساز هلن اسکوبدو. مکزیک